# Serrasalmus gouldingi
Serrasalmus gouldingi (engl. Goulding’s Piranha, wegen seiner Färbung auch Blue Tiger Piranha) ist eine 1992 erstbeschriebene, im tropischen Südamerika beheimatete Sägesalmlerart. Sie wird auch Piranha Fula oder Caribe Negro genannt.

## Beschreibung
Die Fische sind hochrückig und haben eine rhomboide Körperform. Sie gehören zu den größeren Serrasalmus Arten und können eine Körperlänge von bis zu 27,9 Zentimeter SL erreichen. An den silberfarbenen, in metallischen Blautönen glänzenden Körperseiten befinden sich vertikal verlängerte Flecken. Ein deutlicher Schulterfleck fehlt, einige Exemplare zeigen in dieser Region aber vermehrt Pigmente. Der Kopf mit großen Augen ist robust, das Maul moderat groß, die stumpfnasige Schnauze ausgeprägt. Über die Augen verläuft vertikal durch die Pupillen ein dunkler Streifen. Das Ectopterygoid ist mit wenigen (1 bis 3) Zähnen besetzt. Ein präanaler Stachelstrahl ist vorhanden. An der Schwanzflosse (Caudale) befindet sich zum Körper hin (proximal) ein schwarzes Band. Die Rückenflosse (Dorsale) wird von 13 bis 17, die Afterflosse (Anale) von 29 bis 33 Weichstrahlen gestützt. Die Art hat 36 bis 38 Wirbel. Die Schuppen sind klein und zahlreich, die Anzahl entlang der Seitenlinie beträgt gewöhnlich 95 (93 bis 97). Vor dem Beginn der Bauchflossen befinden sich 24 bis 25 und nach dem Beginn der Bauchflossen 8 bis 10 Abdominalzähne (Serrae). Die 25 (23 bis 27) Kiemenreusendornen sind kurz und an der Basis breit.

## Verbreitung und Lebensraum
Serrasalmus gouldingi kommt in Brasilien, Ecuador, Kolumbien und Venezuela im Amazonas und Orinoco Flussgebiet vor. Die Art ist ein typischer Bewohner von Schwarzwasserflüssen und von stehenden Gewässern.

## Lebensweise
Über die Lebensweise von Serrasalmus gouldingi ist nur sehr wenig bekannt. Eine Untersuchung im Gebiet des Rio Anapu zeigte, dass die Art dort ein Allesfresser (omnivore) ist, mit Tendenz zum Fischfresser (piscivore). Ein weiterer, größerer Anteil an der Nahrung sind Früchte und Samen.